# Emma Myers
Emma Myers (Orlando, Florida, 2002. április 2. –) amerikai színésznő. 
Pályafutását nyolcévesen kezdte gyerekszínészként, a Glades – Tengerparti gyilkosságok sorozatban. Első nagy sikerét a Wednesday (2022) című Netflix-sorozat hozta meg, amelyben főszereplőként Enid Sinclairt játszotta.

## Gyermekkora
2002. április 2-án született a floridai Orlandóban. Soha nem járt hagyományos iskolába, egész gyerekkorában magántanuló volt.

## Pályafutása
2010-ben kezdett el színészkedni, 8 évesen. A Glades – Tengerparti gyilkosságok televíziós sorozatban mutatkozott be. 16 évesen kezdett el komolyabban a pályával foglalkozni, a 2020-as Southern Gospel, Taste of Christmas és Girl in the Basement filmekben jelent meg először.
A 2022-ben debütált Wednesday sorozat jelentette neki a nagy áttörést, amiben Enid Sinclair szerepét játszotta, Jenna Ortega Wednesday Addams-e mellett. Myers a Családi cserebere című Netflix-vígjátékban is szerepelt Jennifer Garner, Ed Helms és Brady Noon mellett, és Pippa Fitz-Amobit alakította a Jó kislányok kézikönyve gyilkossághoz című, gyilkossági regény televíziós adaptációjában.

## Magánélete
Myers K-pop-rajongó. Egy 2022-ben készített interjú szerint nagy szerepet játszott gyerekkorában a Csillagok háborúja és a A Gyűrűk ura sorozatok. Introvertáltként írja le magát.

## Filmográfia

### Film
| Év   | Cím                                    | Szerep                                     | Magyar hang             |
| ---- | -------------------------------------- | ------------------------------------------ | ----------------------- |
| 2010 | Letters to God                         | kislány a buszon (stáblistán nem szerepel) |                         |
| 2010 | Crooked (rövidfilm)                    | lány az edzőteremben                       |                         |
| 2020 | Deathless (rövidfilm)                  | Mavis Nebick                               |                         |
| 2023 | Southern Gospel                        | Angie Blackburn                            |                         |
| 2023 | Családi cserebere (Family Switch)      | CC Walker                                  | Károlyi Lili            |
| 2025 | Egy Minecraft film (A Minecraft Movie) | Natalie                                    | Dolmány-Bogdányi Korina |

### Televízió
| Év    | Magyar cím                            | Eredeti cím                   | Szerep           | Megjegyzések                           |
| ----- | ------------------------------------- | ----------------------------- | ---------------- | -------------------------------------- |
| 2010  | Glades – Tengerparti gyilkosságok     | The Glades                    | Paige Slayton    | 1 epizód                               |
| 2020  |                                       | The Baker and the Beauty      | Stephanie        | 1 epizód                               |
| 2020  |                                       | Dead of Night                 | lány Magnóliából | 2 epizód                               |
| 2020  |                                       | A Taste of Christmas          | BeeBee Jordan    | tévéfilm                               |
| 2021  |                                       | Girl in the Basement          | Marie Cody       | tévéfilm                               |
| 2022– | Wednesday                             | Wednesday                     | Enid Sinclair    | főszereplő magyar hangja Mentes Júlia  |
| 2024  | Jó kislányok kézikönyve gyilkossághoz | A Good Girl’s Guide To Murder | Pippa Fitz-Amobi | főszereplő magyar hangja Rudolf Szonja |